# Dangerous Hours
Pour plus de détails, voir Fiche technique et Distribution.
Dangerous Hours est un film muet américain réalisé par Fred Niblo et sorti en 1919.

## Synopsis
Un jeune homme idéaliste se met à fréquenter quelques personnes qui se révèlent de dangereux comploteurs.

## Fiche technique
- Titre : Dangerous Hours
- Réalisation : Fred Niblo
- Scénario : C. Gardner Sullivan, d'après une nouvelle de Brian Oswald Donn-Byrne
- Chef opérateur : George Barnes
- Production : Thomas H. Ince
- Distribution : Paramount Pictures
- Genre : film dramatique
- Date de sortie :
  - États-Unis : décembre 1919

## Distribution
- Lloyd Hughes : John King
- Barbara Castleton : May Weston
- Claire Du Brey : Sophia Guerni
- Jack Richardson : Boris Blotchi
- Walt Whitman : Dr King
- Louis Morrison : Michael Regan
- Gordon Mullen : Andrew Felton
- Tom O'Brien